# Arco de Augusto (Fano)

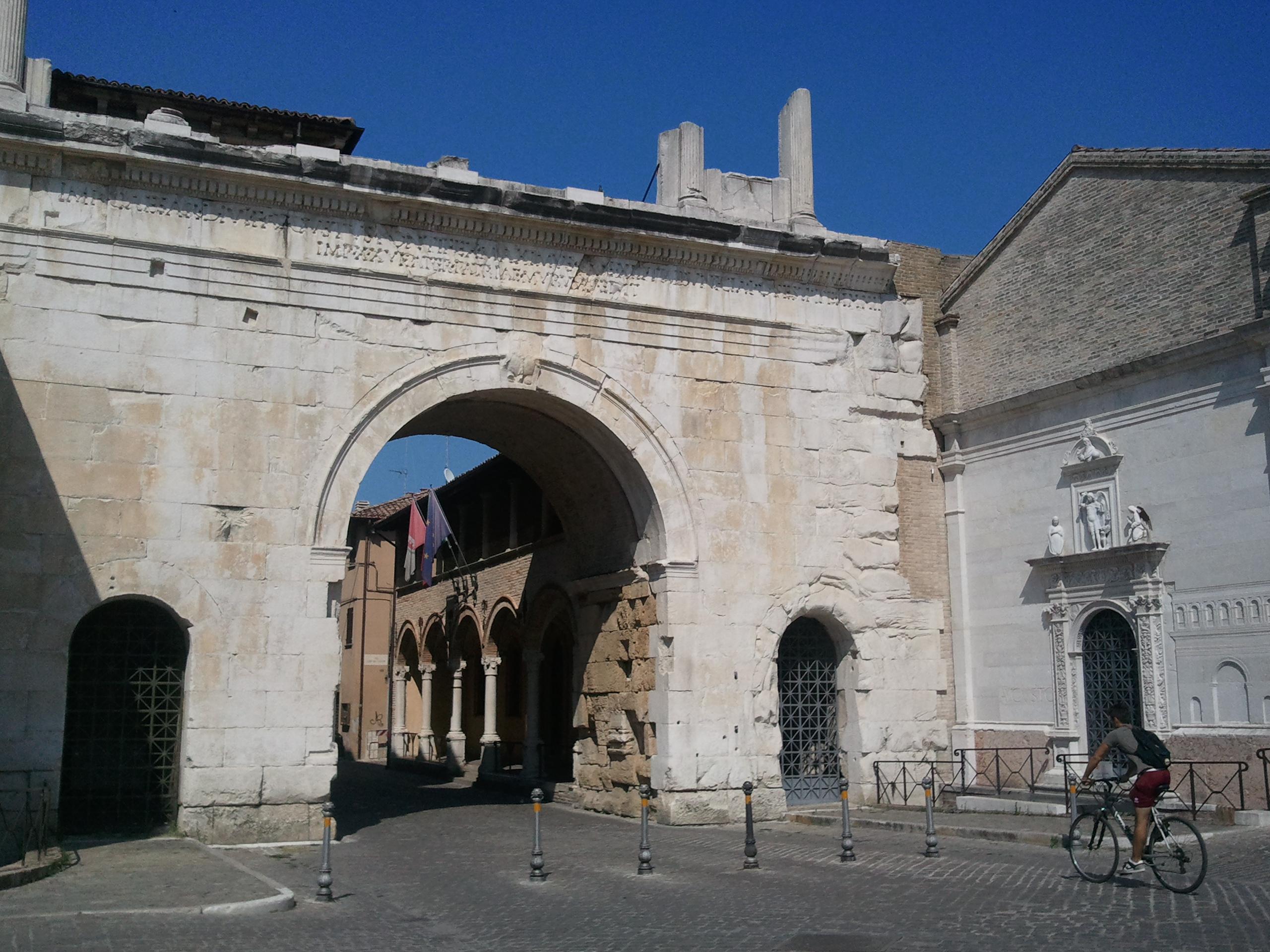
Arco de Augusto

O Arco de Augusto em Fano (na Província de Pésaro e Urbino) é um porta da cidade na forma de um arco triunfal com três abóbodas. É a entrada para a cidade pela via Flamínia, qual se tornou o interior do muro do decúmano máximo. Tem sempre sido um dos símbolos da cidade.

## História e descrição

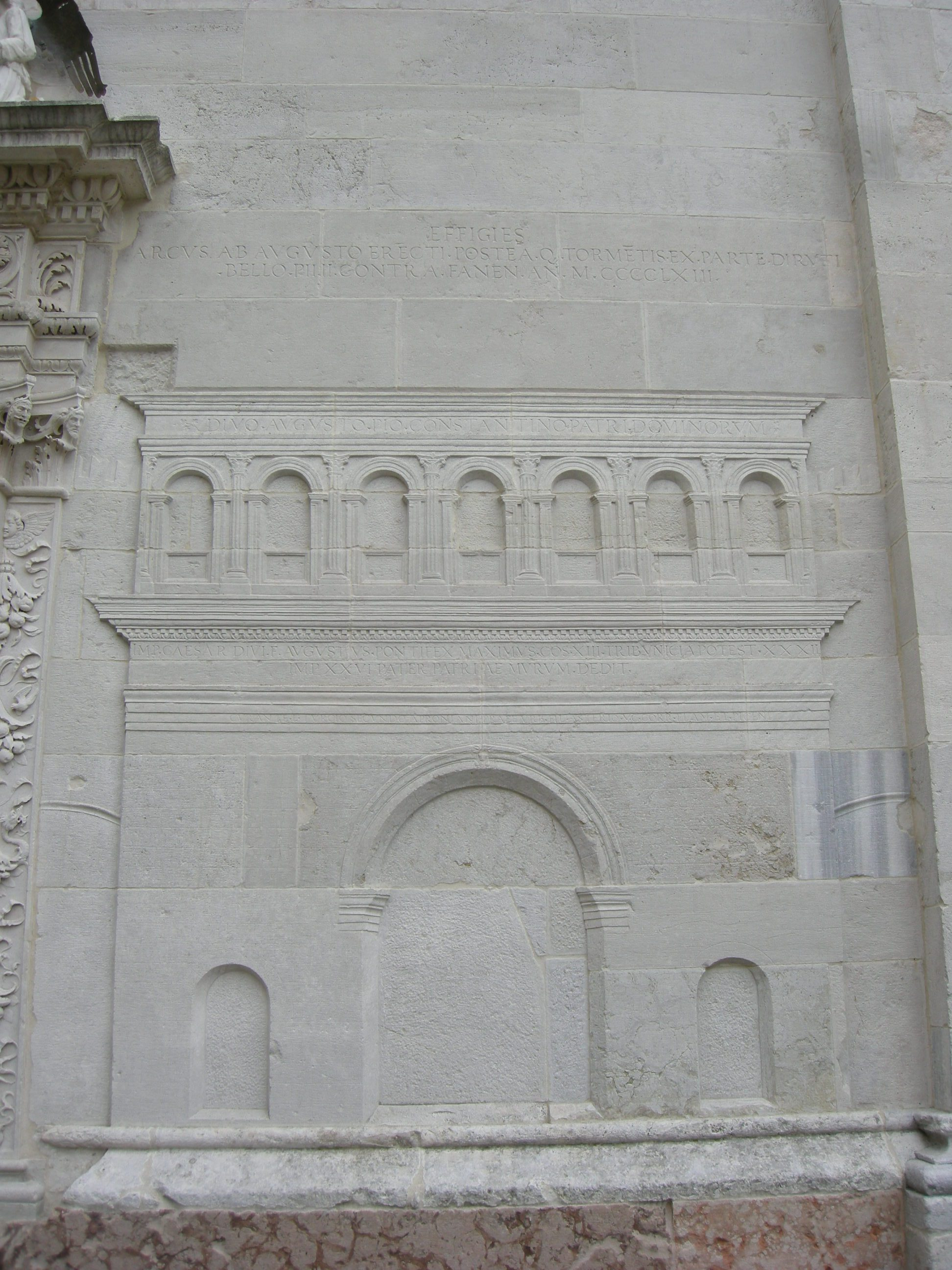
O Arco de Augusto, intacto, no baixo-relevo da fachada da vizinha igreja de São Miguel

No período romano foi o principal portão de Colonia Julia Fanestris, uma colônia estabelecida na cidade de Fanum Fortunae (templo de Fortuna) pelo arquiteto romano Vitrúvio ao comando do imperador Augusto, em comemoração da vitória sob o general cartaginense Asdrúbal Barca na Batalha do Metauro durante a Segunda Guerra Púnica.
É presumido que ao menos dois outros (agora perdidos) portões existiram em Fanum Fortunae, um para o sul e o outro perto do mar.
Construído no ponto em qual a via Flamínia encontra o decúmano máximo da cidade, o monumento é datado para 9 d.C. pelos meios de uma inscrição localizada no friso, com grandes caracteres esculpidos na rocha quais outrora dourados em bronze. A inscrição reporta:

IMP. CESAR DIVI F. AVGVSTVS PONTIFEX MAXIMVS COS. XIII TRIBVNICIA POTESTATE XXXII IMP. XXVI PATER PATRIAE MURVM DEDIT
Imperador César Augusto filho de um deus, Pontífice Máximo, Cônsul 13 vezes, recipiente do poder tribuniciano 32 vezes, aclamado imperator 26 vezes, pai de seu país doou este muro.

O arco foi depois rededicado pelo imperador Constantino I com uma nova inscrição no ático qual está agora perdido, mas a anterior inscrição não foi apagada.
Em 1463, durante o cerco da cidade em ordem para expelir seu senhor Sigismundo Pandolfo Malatesta, a artilharia de Federico da Montefeltro, destruiu o ático do monumento. Os fragmentos caídos foram reusados na construção da igreja adjacente e lógia de São Miguel. A original aparência do portão é registrada no baixo relevo da Renascença esculpido em um lado da fachada da igreja.

## Descrição

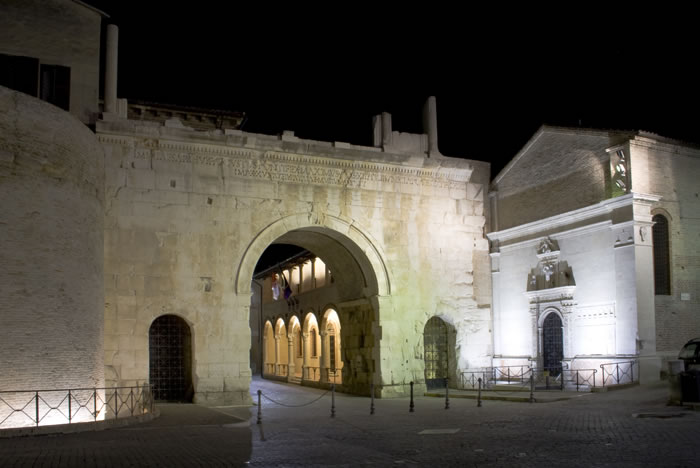
Fotografia a noite.

Diante do opus quadratum de blocos de pedra istría, o monumento consiste de dois arcos laterais menores e um grande arco central: a pedra angular do último é decorada com uma imagem de um animal qual não é mais reconhecível mas que mais provavelmente retratava um elefante.
O principal corpo, continua bem preservado, apoiando um grande ático está agora perdido, com um pseudo-pórtico coríntio, em qual houve sete janelas arqueadas separadas por oito pseudo-colunas.
O monumento inteiro tem muitas similaridades estilísticas com os portões augustanos de Spello, Aosta e particularmente com Authon em Provença.